# کنتن کالرون
کنتن کالرون (فرانسوی: Quentin Caleyron‎؛ زادهٔ ۳۰ ژانویهٔ ۱۹۸۸) دوچرخه‌سوار بی‌ام‌اکس اهل فرانسه است.
وی در مسابقات کشوری و بین‌المللی در مجموع برندهٔ ۱ مدال برنز شده‌است.